# بنای امیر لعل پا
بقایای بنای امیر لعل پا مربوط به اتابکان است و در لنده، ۳۵ کیلومتری جنوب شرق شهر واقع شده و این اثر در تاریخ ۷ مهر ۱۳۸۱ با شمارهٔ ثبت ۶۲۹۹ به‌عنوان یکی از آثار ملی ایران به ثبت رسیده است.